# Ferdinand Isaac de Rovéréa
Ferdinand Isaac de Rovéréa, né le 10 février 1763 à Vevey et mort le 8 août 1829 à Baveno, est un militaire et contre-révolutionnaire suisse.

## Biographie
Le colonel Ferdinand Isaac de Rovéréa est un bourgeois de Berne descendant de la famille de Rovéréa. Ses parents sont Anne Brière et Gabriel Isaac. Il épouse Salome Katharina von Wattenwyl puis Marie-Louise de Ribeaupierre. 
Initialement au service de la royauté française, en février 1798, Rovéréa constitue la Légion fidèle forte de 600 hommes pour défendre Berne contre l'influence révolutionnaire française, puis un régiment considéré comme étant à la solde de l'Angleterre,. Le 4 mars, les troupes françaises prennent la ville de Berne et Rovéréa prend part au combat près de Nidau le 5 mars. Il est capturé trois jours plus tard au bord de la Thièle.
Il est chef de la légion Suisse romande affectée au service de l'Autriche dès avril 1998.
Exilé en Allemagne, il lève un régiment d'émigrés suisses en 1799 comprenant quatorze compagnies dont deux compagnies de chasseurs. En 1800, dans une tentative pour arrêter une invasion française, le régiment connait des pertes sévères à Rechberg et Moeskirch. Un armistice est signé le 16 juillet 1800. Le régiment est envoyé d'Ingolstadt à Amberg durant l'hiver. Les régiments suisses au service de l'Angleterre sont assemblés en février 1801 à Marburg et démantelés. 30 officiers et 200 hommes sous les ordres de Rovéréa rejoignent alors un autre régiment sous les ordres de Watteville.
Après son retour en Suisse en 1801, il devient l'un des chefs du parti aristocratique vaudois et accepte l'idée de l'indépendance du Valais.

## Publications
- Précis de la Révolution de la Suisse, de Berne en particulier, avril 1798.
- (posthume) Mémoires de F. de Rovéréa, colonel d'un régiment de son nom, à la solde de Sa Majesté britannique, Stämpfli, Berne, 1848.
  - tome premier : 10 février 1763 - Septembre 1798
  - tome second : Septembre 1798 - Mai 1800.
  - tome troisième : Mai 1800 - Décembre 1810
  - tome quatrième : Décembre 1810 - Décembre 1815